# BLAG Linux and GNU
BLAG Linux e GNU è una distribuzione derivata da Fedora e sviluppata dal Gruppo di Brixton Linux.
BLAG è una distro a CD singolo con applicazioni desktop: comprende servizi multimediali, grafica, applicazioni desktop internet e altro ancora. BLAG comprende anche una raccolta di pacchetti server. BLAG è basata su Fedora, più aggiornamenti, include applicazioni da Dag, Dries, freshrpms, NewRPMS, e comprende pacchetti personalizzati.

BLAG è uno dei pochi sistemi operativi elencati come una distribuzione di software completamente libera dalla Free Software Foundation.
La prima release è stata pubblica il 22 ottobre 2002. L'ultima versione stabile, BLAG 140k, si basa su Fedora 14, ed è stata pubblicata il 4 maggio 2011. In ottobre 2014 Blag 200000 è stato pubblicato in forma alfa.
A partire dal maggio 2016 DistroWatch ha indicato BLAG come ancora "attivo", anche se la tabella di marcia dello sviluppatore era una pagina bianca. La pianificazione della nuova release (BLAG 240000) era iniziata nel gennaio 2016.